# Teorema della funzione inversa
In matematica, il teorema della funzione inversa dà condizioni sufficienti affinché una funzione possegga una inversa locale, cioè affinché essa sia invertibile in un appropriato intorno di un punto del suo dominio.
Il teorema può essere enunciato per funzioni reali o vettoriali e generalizzato per spazi di Banach e varietà differenziabili.

## Il teorema
Sia {\displaystyle \Omega \subseteq \mathbb {R} ^{n}} un aperto e {\displaystyle x_{0}} un punto di {\displaystyle \Omega }. Se {\displaystyle F\colon \Omega \to \mathbb {R} ^{n}} è una funzione di classe C1 tale che il determinante jacobiano di {\displaystyle F} in {\displaystyle x_{0}} è non nullo:
{\displaystyle |J_{F}(x_{0})|=\det {\frac {\partial (F_{1},\ldots ,F_{n})}{\partial (x_{1},\ldots ,x_{n})}}\neq 0,}
o equivalentemente se il differenziale di {\displaystyle F} in {\displaystyle x_{0}}:
{\displaystyle dF_{x_{0}}\colon \mathbb {R} ^{n}\to \mathbb {R} ^{n}}
è un isomorfismo lineare, allora esiste un intorno {\displaystyle U} di {\displaystyle x_{0}} tale che la restrizione di {\displaystyle F} su {\displaystyle U}:
{\displaystyle F\colon U\to F(U)}
è invertibile con {\displaystyle G=F^{-1}} di classe {\displaystyle C^{1}} su {\displaystyle F(U).} Inoltre per ogni {\displaystyle y\in F(U)} vale la relazione:
{\displaystyle J_{G}(y)=(J_{F}(G(y)))^{-1}.}
Una funzione differenziabile che possiede inversa locale differenziabile si dice un diffeomorfismo locale.

## Esempio
La funzione definita sullo spazio euclideo bidimensionale:
{\displaystyle f(x,y)=(x^{2}-y^{2},2xy)}
possiede matrice jacobiana:
{\displaystyle Jf_{(x,y)}={\begin{bmatrix}2x&-2y\\2y&2x\end{bmatrix}}}
che ha determinante {\displaystyle |Jf_{(x,y)}|=4(x^{2}+y^{2})}, non nullo se il punto {\displaystyle (x,y)} non è l'origine. Pertanto {\displaystyle f} è un diffeomorfismo locale in ogni punto di {\displaystyle \mathbb {R} ^{2}} diverso dall'origine. Ma {\displaystyle f} non è un diffeomorfismo poiché non è iniettiva: ad esempio {\displaystyle f(2,0)=f(-2,0)}.

## Generalizzazioni

### Varietà differenziabili
Il teorema si estende al caso di funzioni tra due varietà differenziabili {\displaystyle M} ed {\displaystyle N}, richiedendo la condizione che il differenziale di {\displaystyle F}:
{\displaystyle dF_{p}\colon T_{p}M\to T_{F(p)}N}
sia un isomorfismo lineare tra gli spazi tangenti.

### Spazi di Banach
Nel contesto degli spazi di Banach, il teorema assume la seguente forma: se {\displaystyle F\colon X\to Y} è una mappa tra spazi di Banach differenziabile con continuità in un intorno dello 0 e il differenziale {\displaystyle dF_{0}} è un isomorfismo lineare limitato di {\displaystyle X} in {\displaystyle Y}, allora {\displaystyle F} è localmente invertibile in 0 mediante una funzione differenziabile.